# Torchefelon
Torchefelon ist eine französische Gemeinde mit 823 Einwohnern (Stand: 1. Januar 2022) im Département Isère in der Region Auvergne-Rhône-Alpes. La Chapelle-de-la-Tour gehört zum Arrondissement La Tour-du-Pin und zum Kanton La Tour-du-Pin.

## Geographie
Torchefelon liegt etwa 60 Kilometer südöstlich von Lyon. An der östlichen Gemeindegrenze verläuft das Flüsschen Hien. Umgeben wird Torchefelon von den Nachbargemeinden Saint-Victor-de-Cessieu im Norden und Nordwesten, Sainte-Blandine im Nordosten, Montagnieu im Osten, Doissin im Südosten, Biol im Süden und Südwesten sowie Succieu im Westen.
Durch die Gemeinde führt die Autoroute A48.

## Bevölkerungsentwicklung
| Jahr                       | 1962 | 1968 | 1975 | 1982 | 1990 | 1999 | 2006 | 2017 |
| -------------------------- | ---- | ---- | ---- | ---- | ---- | ---- | ---- | ---- |
| Einwohner                  | 367  | 348  | 311  | 346  | 390  | 449  | 546  | 739  |
| Quellen: Cassini und INSEE |      |      |      |      |      |      |      |      |

## Sehenswürdigkeiten
- Kirche Saint-Georges
- Kapelle Saint-Roch im Ortsteil Le Molard
- Kapelle Saint-Georges-du-Mont
- Burgruine Ponteray
- Wehrhäuser in La Murette, Saint-Roch und Saint-Georges-du-Mont, jeweils aus dem 16. Jahrhundert